# ブレンダー (フェルデン郡)
ブレンダー (ドイツ語: Blender) は、ドイツ連邦共和国ニーダーザクセン州のフェルデン郡に属す町村（以下、本項では便宜上「町」と記述する）で、ザムトゲマインデ・テディンクハウゼンを構成する自治体の一つである。

## 地理
ブレンダー集落の他に、この町には以下の集落が属す: アドルフスハウゼン、アメドルフ、アインステ、ガールストルフ、ヒッデストルフ、ホルトゥム、イントシェーデ、オイステ、レーア、リッツェンベルゲン、ゼーシュテット、ヴァルステ、ヴィンケル。

## 歴史
最も古い集落はオイステで、860年に記録されている。次いでリッツェンベルゲンとアメドルフが935年の文献に記録されている。ブレンダー自身は1186年に「blendere」として記録されている。この他の古い集落としては、1124年の記録があるイントシェーデ、1179年にその名が記されているヒッデストルフが挙げられる。
これらの集落の帰属はたびたび替わった。ホーヤ伯、フェルデン、シュヴァルメなどに属した時期がある。現在の自治体としてのブレンダーは1972年に成立した。

## 行政
町議会は13議席からなる。町長はアンドレアス・マイヤー (CDU) である。

### 紋章
銀地に赤い縦帯。帯の中に、右（向かって左）に傾いた左向きの（向かって右向き）ゴシック様式の鍵（『ブレーメンの鍵』）。帯の向かって左側は先端が尖った黒い十字（「ナーゲンクロイツ」、フェルデンの紋章）。帯の向かって右は垂直に配置された赤い爪を持つ黒い熊の腕（ホーヤ伯の紋章）。波状に分割された青地の基部には奥が開いた金の腕輪が描かれている。

## 経済と社会資本

### 社会資本
ブレンダーは、ザムトゲマインデ・テディンクハウゼンの中で最も公共交通機関の便が悪い。このため自動車を持たない若い人達に人気が低い。イントシェーデにはヴェーザー川の水位測定所を兼ねた閘門施設がある。この辺りには古くからヴェーザー川を運行する船から通行税を徴収する税関が置かれていた。

## 文化と見所

### 宗教
この町には合わせて3つのプロテスタント教会がある。これらはプロテスタントのハノーファー教会に属す。
- ルター派ブレンダー教会: 1126年に組織された。1558年以後プロテスタントに改宗した。現在の教会堂は1825年から1827年に建設された。
- ルター派イントシェーデ教会: 1120年に組織された。1574年にカトリックの司祭ヴォルテルス・ボルネマンが亡くなったのを機に改宗した。現在の教会は1819年に先代の建物が老朽化したため取り壊され、新たに建てられたものである。
- ルター派オイステ教会: この教会組織は、元々ヴェヒョルト教会の支部教会組織であった。1420年に教会堂についての最初の記録が遺されている。オイステは1936年から1953/57年までプロテスタント＝ルター派ハノーファー教会のフェルデン＝ホーヤ教区監督官所在地であった。現在の教会堂は1832年にルートヴィヒ・ヘルナーによって建造された。

### 自然保護地区
ブレンダー中心部の東に、広さ 6.3ha のブレンダー湖がある。南北に細長く延びた湖で、長さは約1km、幅は最大100mである。この湖は1936年から自然保護地域に指定されている。約50mの区間が踏切板や飛び込み台のある水浴地となっている。

## 引用
1. ↑  Landesamt für Statistik Niedersachsen, LSN-Online Regionaldatenbank, Tabelle A100001G: Fortschreibung des Bevölkerungsstandes, Stand 31. Dezember 2023